# Pinatubo (cheval)
Pinatubo, né le 11 mars 2017 est un cheval de course pur-sang, spécialisé dans les courses de plat. Appartenant à l'écurie Godolphin, entraîné par Charlie Appleby, il fut le meilleur 2 ans d'Europe en 2019, demeurant invaincu cette année-là.

## Carrière de course
Élevé en Irlande par Godolphin, Pinatubo intègre les effectifs de Charlie Appleby à Newmarket et commence sa carrière tôt dans la saison, en mai, par une victoire aisée dans un maiden. Des débuts enthousiasmants, que le poulain confirme trois semaines plus tard à Epsom dans une LIsted, les Woodcote Stakes. Plutôt que d'attendre les premières joutes au niveau groupe de l'été, Pinatubo enchaîne en s'adjugeant les Chesham Stakes durant le meeting de Royal Ascot. C'est une victoire qui vaut bien un groupe : bien que labellisée Listed, cette course réputée vaut bien des groupes, il en bat le record d'une près d'une seconde et surtout il terrasse le favori irlandais Lope Y Fernandez (un futur cheval de groupe 1) de trois grandes longueurs, dans un excellent style. De quoi prendre définitivement au sérieux ce poulain, et fait la rumeur enfle à son sujet. D'autant que sa sortie suivante tourne à la démonstration : à Goodwood, Pinatubo atomise ses adversaires des Vintage Stakes (Gr.2) de cinq grandes longueurs. 
Pinatubo sort à l'évidence de l'ordinaire, mais c'est après sa victoires dans les National Stakes que se fomentent les comparaisons les plus flatteuses : dans ce groupe 1 irlandais, dont il est le favori et où il est monté pour la première fois par William Buick (le premier jockey de Godolphin, qui revient à la compétition après trois mois d'arrêt à cause d'une blessure), le jeune prodige s'envole et perd ses adversaires en route, au premier rang desquels deux élèves de Coolmore Armory et Arizona, ayant reçu leurs galons de vainqueurs de groupe 2. Neuf longueurs sanctionnent son écrasante supériorité et l'impression visuelle est telle que l'on parle déjà de lui comme du nouveau Frankel ou du nouveau Arazi. Les handicapeurs lui attribuent de fait un rating exceptionnel pour un 2 ans : 128, soit deux livres de plus que Frankel au même âge. Voilà donc Pinatubo propulsé meilleur "juvenile" des 25 dernières années, depuis l'historique 130 décroché par un autre phénomène, Celtic Swing en 1994, trois ans après qu'Arazi ait obtenu le même score. Ça chauffe aussi du côté de chez Timeform, qui dégaine un 134 le plaçant encore une fois derrière Celtic Swing (138) et Arazi (135), mais devant Frankel (128).
Entré dans une autre dimension, qui le place bien au-dessus de ses contemporains issus d'une génération qui s'avère d'ailleurs un excellent cru, notamment avec les Français Earthlight et Victor Ludorum, deux autres fils de Shamardal qui s'annoncent comme de jeunes champions, Pinatubo doit maintenant assumer son nouveau statut en s'imposant dans les Dewhurst Stakes, considérée traditionnellement comme la course pour 2 ans la plus relevée d'Europe. Et c'est chose faite, de manière un peu moins fulgurante certes (deux longueurs à l'arrivée), mais enfin Pinatubo ne s'est pas laissé approché, reste invaincu en six courses et fait gonfler les attentes en vue de la saison classique. Son élection au titre de 2 ans européen de l'année est une formalité.
Nous y voilà : âgé de 3 ans, Pinatubo doit confirmer qu'il est plus qu'un 2 ans exceptionnel, et imiter plutôt Frankel que Celtic Swing et Arazi, qui ne surent pas être à la hauteur des espoirs placés en eux. Pas de chance pour lui, cette saison 2021 est bouleversée par la pandémie de Covid-19 qui fait fermer les hippodromes. Il doit ainsi patienter, et faire patienter, jusqu'en juin pour courir les 2000 Guinées, traditionnellement disputées le premier week-end de mai, et sans pouvoir s'aligner dans une préparatoire. Et patatras : non, Pinatubo n'est pas Frankel. Le poulain est battu, pas ridicule certes (il termine troisième dans une course gagnée par le bon Kameko), mais enfin on aurait voulu qu'il s'envole. Le volcanique 2 ans est devenu un très bon 3 ans, l'un des meilleurs de sa génération, mais pas plus. Confirmation en juin à Royal Ascot, lorsqu'il est de nouveau battu dans les St. James's Palace Stakes, cette fois par un champion en devenir, Palace Pier. 
Au moins Pinatubo ne sombre pas. Envoyé en France pour le Prix Jean Prat, il retrouve le goût de la victoire en battant une vieille connaissance, Lope Y Fernandez. Et puis s'offre à l'automne une sortie des plus honorables en s'alignant face aux chevaux d'âge au départ d'un Prix du Moulin de Longchamp d'un niveau exceptionnel. En effet, chose rarissime, les six concurrents de l'épreuve sont des multiples vainqueurs de groupe 1 : Persian King (Poule d'Essai des Poulains, Prix d'Ispahan), Pinatubo, Circus Maximus (St. James's Palace Stakes, Queen Anne Stakes et tenant du titre dans le Moulin de Longchamp), Siskin (Phoenix Stakes, Irish 2000 Guineas), Victor Ludorum (Prix Jean-Luc Lagardère, Poule d'Essai des Poulains), Romanised (Irish 2000 Guineas, Prix Jacques Le Marois). Ils terminent dans cet ordre, et la performance de Pinatubo ne doit pas être sous-estimée : il termine à moins de deux longueurs d'un excellent cheval, et six longueurs devant les autres, qui ne sont pas les premiers venus. Et pourtant, pourtant Pinatubo rejoint la cohorte des Celtic Swing, Arazi et autres jeunes séducteurs qui n'ont pas tout à fait su tenir leurs promesses. 

### Résumé de carrière
| Date         | Hippodrome    | Pays        | Course                      | Statut      | Distance    | Jockey      | Place       | Écart       | Vainqueur ou deuxième | Temps       |
| 2019, 2 ans  | 2019, 2 ans   | 2019, 2 ans | 2019, 2 ans                 | 2019, 2 ans | 2019, 2 ans | 2019, 2 ans | 2019, 2 ans | 2019, 2 ans | 2019, 2 ans           | 2019, 2 ans |
| ------------ | ------------- | ----------- | --------------------------- | ----------- | ----------- | ----------- | ----------- | ----------- | --------------------- | ----------- |
| 10 mai       | Wolverhampton | Royaume-Uni | Maiden                      |             | 1 200 m     | J. Doyle    | 1er / 11    | 3 ¼         | Platinum Star         | 1'14"18     |
| 31 mai       | Epsom         | Royaume-Uni | Woodcote Stakes             | Listed      | 1 200 m     | J. Doyle    | 1er / 6     | 1 ½         | Oh Purple Reign       | 1'09"22     |
| 22 juin      | Ascot         | Royaume-Uni | Chesham Stakes              | Listed      | 1 400 m     | J. Doyle    | 1er / 14    | 3 ¼         | Lope Y Fernandez      | 1'25"73     |
| 30 juillet   | Goodwood      | Royaume-Uni | Vintage Stakes              | Gr. 2       | 1 400 m     | J. Doyle    | 1er / 7     | 5           | Positive              | 1'27"03     |
| 15 septembre | Curragh       | Irlande     | National Stakes             | Gr. 1       | 1 400 m     | W. Buick    | 1er / 8     | 9           | Armory                | 1'21"82     |
| 12 octobre   | Newmarket     | Royaume-Uni | Dewhurst Stakes             | Gr. 1       | 1 400 m     | W. Buick    | 1er / 9     | 2           | Arizona               | 1'26"55     |
| 2020, 3 ans  |               |             |                             |             |             |             |             |             |                       |             |
| 6 juin       | Newmarket     | Royaume-Uni | 2000 Guinées                | Gr. 1       | 1 600 m     | W. Buick    | 3e / 15     | 1 ¼         | Kameko                | 1'34"72     |
| 20 juin      | Ascot         | Royaume-Uni | St. James's Palace Stakes   | Gr. 1       | 1 600 m     | W. Buick    | 2e / 7      | 1           | Palace Pier           | 1'42"38     |
| 12 juillet   | Deauville     | France      | Prix Jean Prat              | Gr. 1       | 1 400 m     | W. Buick    | 1er / 11    | 3/4         | Lope Y Fernandez      | 1'23"03     |
| 6 septembre  | Longchamp     | France      | Prix du Moulin de Longchamp | Gr. 1       | 1 600 m     | W. Buick    | 2e / 6      | 1 ¾         | Persian King          | 1'36"73     |

## Au haras
Pinatubo s'installe pour sa nouvelle carrière d'étalon à Dalham Hall Stud, à Newmarket, le haras britannique de Godolphin. Il est proposé à £ 35 000 la saillie et fait la navette avec l'antenne australienne de l'écurie bleue. 

## Origines
Shamardal avait déjà une excellente réputation d'étalon lorsque son fils Pinatubo foula pour la première fois l'herbe d'un hippodrome. Mais l'année 2019 fut tout à fait exceptionnelle pour ce sire britannique, qui fut un champion, lui aussi élu 2 ans de l'année en Europe avant de s'offrir un doublé Poule d'Essai des Poulains et Prix du Jockey Club l'année suivante. En effet, trois de ses rejetons se sont imposés au niveau groupe 1 en 2019 : Pinatubo, Earthlight (Prix Morny, Middle Park Stakes) et Victor Ludorum (Prix Jean-Luc Lagardère), soit cinq groupe 1 à eux trois, un score à la Galileo. Shamardal est également le père du sprinter Blue Point, de la championne Tarnawa ou encore du grand étalon Lope de Vega. 
Fille du champion Dalakhani, Lava Flow était assez bonne pour s'imposer au niveau Listed en France, même si sa courte carrière ne l'a pas vue s'illustrer à l'étage supérieur. Comme poulinière, elle a aussi donné le bon Moutain Breeze (par Lope de Vega), deuxième à 2 ans des Duchess of Cambridge Stakes (Gr.2) et des Sweet Solera Stakes (Gr.3). Elle se réclame de sa grand-mère El Jazirah, qui n'est autre que la propre sœur de Rafha (1987), lauréate du Prix de Diane et surtout poulinière d'exception, qui a donné le grand étalon Invincible Spirit (père de Kingman, Moonlight Cloud et bien d'autres) et un autre excellent reproducteur, Kodiac. Rafha revendique aussi la mère de Sadian, vainqueur des Ormonde Stakes (Gr.3). Elle est elle-même issue d'une poulinière de valeur, Eljazzi, qui a donné aussi Chiang Mai (Sadler's Wells), une lauréate de groupe 3 qui est surtout la mère de l'excellente Chinese White (Dalakhani), qui a remporté les Pretty Polly Stakes.

### Pedigree
| Origines de Pinatubo (IRE), mâle bai né en 2017 | Origines de Pinatubo (IRE), mâle bai né en 2017 | Origines de Pinatubo (IRE), mâle bai né en 2017 | Origines de Pinatubo (IRE), mâle bai né en 2017 |
| ----------------------------------------------- | ----------------------------------------------- | ----------------------------------------------- | ----------------------------------------------- |
| Père Shamardal 2002                             | Giant's Causeway 1997                           | Storm Cat                                       | Storm Bird                                      |
| Père Shamardal 2002                             | Giant's Causeway 1997                           | Storm Cat                                       | Terlingua                                       |
| Père Shamardal 2002                             | Giant's Causeway 1997                           | Mariah's Storm                                  | Rahy                                            |
| Père Shamardal 2002                             | Giant's Causeway 1997                           | Mariah's Storm                                  | Immense                                         |
| Père Shamardal 2002                             | Helsinki 1993                                   | Machiavellian                                   | Mr Prospector                                   |
| Père Shamardal 2002                             | Helsinki 1993                                   | Machiavellian                                   | Coup de Folie                                   |
| Père Shamardal 2002                             | Helsinki 1993                                   | Helen Street                                    | Troy                                            |
| Père Shamardal 2002                             | Helsinki 1993                                   | Helen Street                                    | Waterway                                        |
| Mère Lava Flow 2010                             | Dalakhani 2000                                  | Darshaan                                        | Shirley Heights                                 |
| Mère Lava Flow 2010                             | Dalakhani 2000                                  | Darshaan                                        | Delsy                                           |
| Mère Lava Flow 2010                             | Dalakhani 2000                                  | Daltawa                                         | Miswaki                                         |
| Mère Lava Flow 2010                             | Dalakhani 2000                                  | Daltawa                                         | Damana                                          |
| Mère Lava Flow 2010                             | Mount Elbrus 1998                               | Barathea                                        | Sadler's Wells                                  |
| Mère Lava Flow 2010                             | Mount Elbrus 1998                               | Barathea                                        | Brocade                                         |
| Mère Lava Flow 2010                             | Mount Elbrus 1998                               | El Jazirah                                      | Kris                                            |
| Mère Lava Flow 2010                             | Mount Elbrus 1998                               | El Jazirah                                      | Eljazzi (famille 7-a)                           |